# 波音埃弗里特工厂
波音埃弗里特工厂（英語：Boeing Everett Plant）位于美国华盛顿州的埃弗里特，是世界上可用容积最大的建筑物。这座工厂坐落在佩恩机场（Paine Field）的东北角，建筑体积达到13,385,378m3，占地399,480平方（98.71英畝）。
波音民用飞机集团的大部分宽体客機均在此生产，包括747、767及777客機。
以往，埃弗里特工厂也負責組裝部分787客機。受2019冠状病毒病疫情影響，波音以降低成本为由永久关闭此生產線，所有787的組裝工作只在南卡羅萊納廠區（Boeing South Carolina）進行。而在2023年，该生产线将成为波音737 MAX的新生产线。
工厂有一个波音員工儲蓄互助社（BECU）的分部和五个咖啡馆。在机场西侧有“波音商店”剧院和一个“未来航空飞行中心”，后者提供工厂的观光旅游服务。

## 现存生产机型

### 波音767
波音767一款中型、宽体、双引擎喷气式客机。该飞机于1979年首次推出，是对更大型的747飞机的产品线补充。该机型1981年首飛，並成為艾弗雷特工廠生產的第二款飛機。
在2011年787投入运营后，767客机的生产逐步减缓并最终于2017年结束，而货机和军用型号则继续保持生产。
目前仍在生產的767如下：
- 波音767-300F
- 波音KC-46

### 波音777

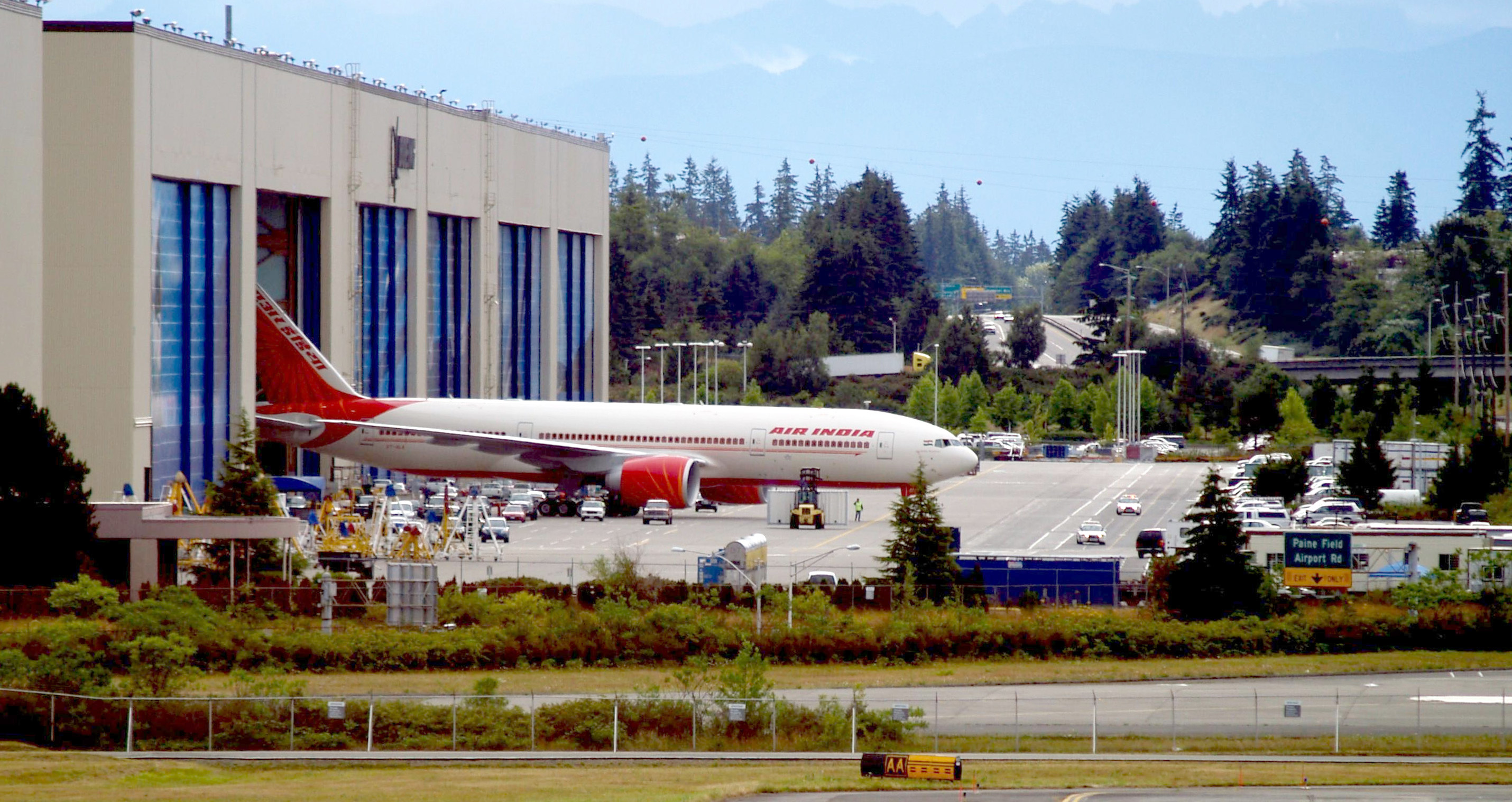
2007年，印度航空的一架777-200LR出廠

波音777是一款大型、宽体、双引擎喷气式客机。该飞机于1993年开始生产。為生產波音777，波音公司於1990年代擴建了埃弗里特工厂並增加了兩條生產線。
截至2023年11月，工厂正在进行设备改造，以生产下一代飞机777X。
目前以下型號仍在生產：
- 波音777-300ER
- 波音777F
- 波音777-8
- 波音777-9

### 波音737 MAX
波音737MAX是一款中型、窄体、双引擎喷气式客机。该飞机预计将于2024年下半年开始在艾弗雷特生产。这将是波音737MAX的第四条生产线，也将是第一款在波音伦顿工厂之外生产的737型号。该生产线将在曾经线波音787生产线上建设。

## 过去生产机型

### 波音747

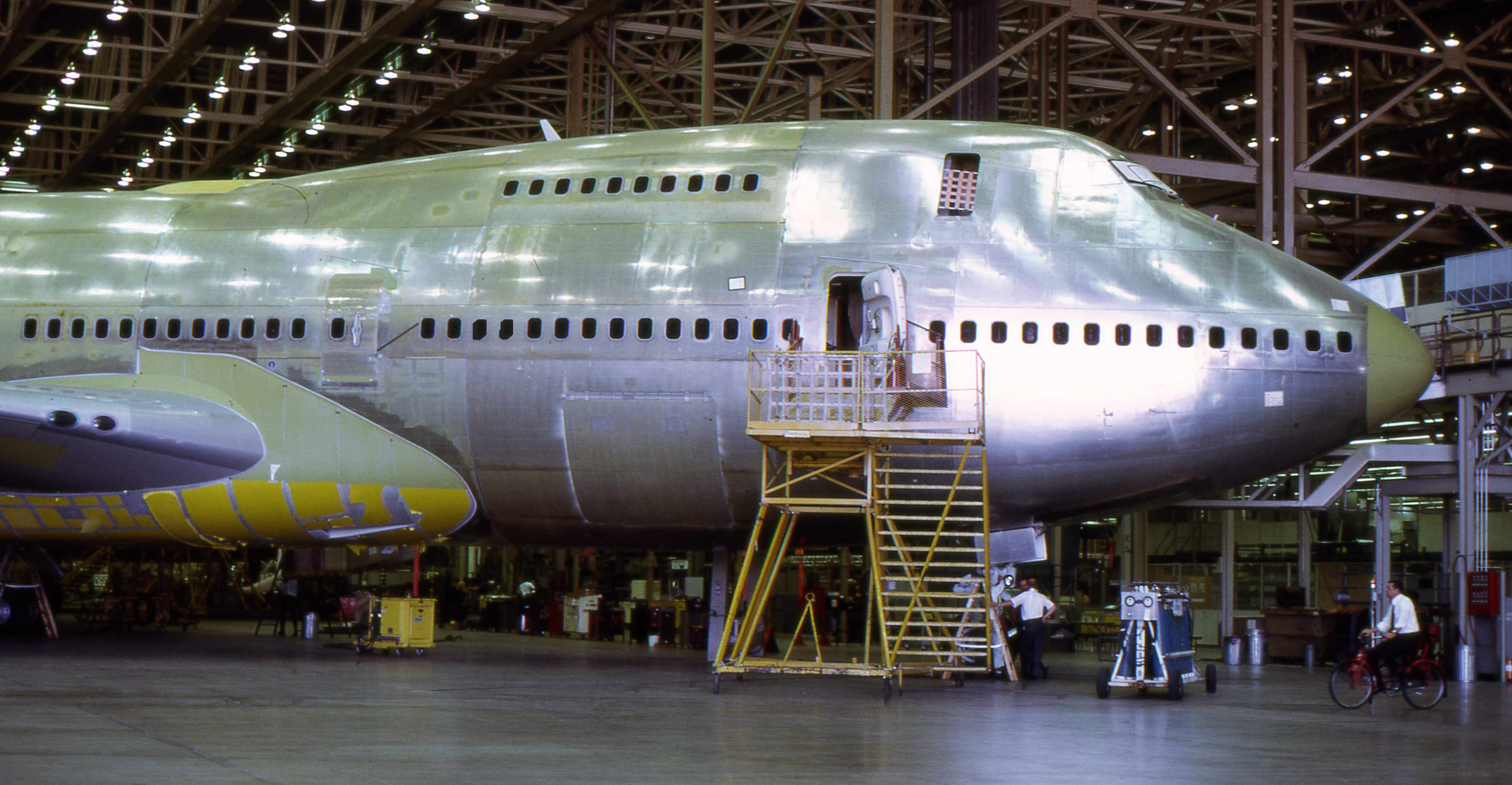
1972年，一架正在組裝的波音747-200

波音747是全球首款寬體飛機，也是埃弗里特工厂生產的第一款飛機。1966年，由於當時已有的廠房空間不足，波音公司在埃弗里特建立新工廠以生產波音747，而該廠房直至1982年767投入生产开始都是波音747專用廠房。
747的生产持续到2022年，最后一架于2023年1月31日交付。

### 波音787

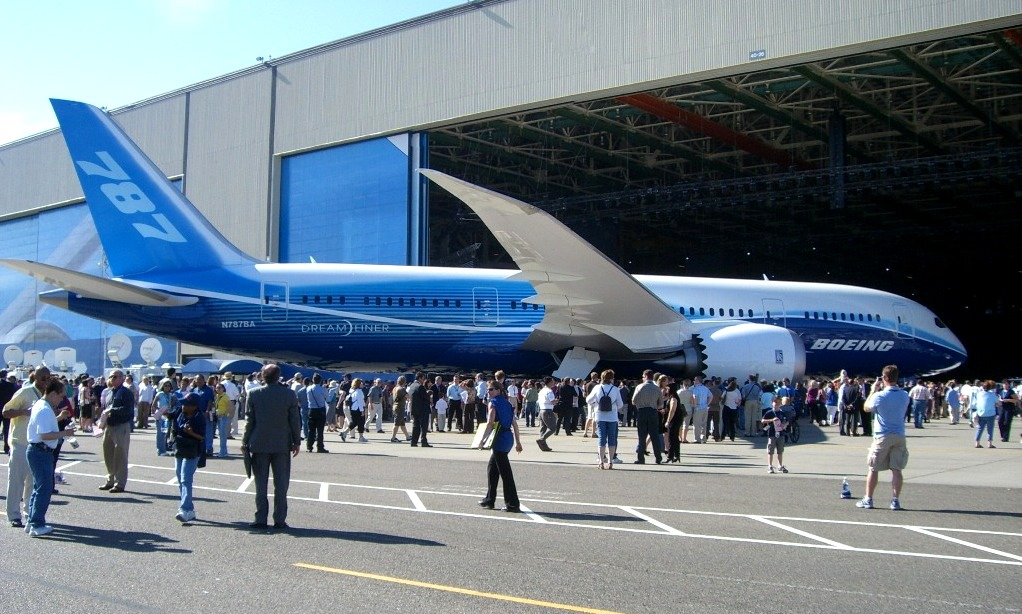
一架波音787的出厂仪式

波音787是波音公司最新的寬體機型，第一架於2007年7月8日正式出廠。然而由於波音787訂量過多致使埃弗里特工厂過分擁擠，波音公司將部份787的生產轉往設在南卡羅來納州查爾斯頓（Charleston）的廠房進行。。2014年7月，波音公司宣佈787-10是787家族中最长的機型，僅在南卡罗来纳州查爾斯頓的廠房生产，因为该型號的机身部件過大，無法使用波音747LCF运往艾弗雷特工廠。
2020年底，波音公司拍板宣布波音787生產線全部由南卡羅萊納州查爾斯頓廠房生产，2021年3月，最後一架由本工廠生產的波音787（全日本空輸所屬，編號：JA937A，MSN：66524/1095）出廠，隨著最後一架由埃弗里特工厂生產的波音787出廠，也代表13年的埃弗里特工厂生產的波音787生產任務宣告結束。
曾经在艾弗雷特生產的787型号如下:
- 波音787-8
- 波音787-9